# Леоново-Городок
Леоново-Городок (рос. Леоново-Городок) — присілок в Бологовському районі Тверської області Російської Федерації.
Населення становить 6 осіб. Входить до складу муніципального утворення Виползовське сільське поселення.

## Історія
Від 2005 року входить до складу муніципального утворення Виползовське сільське поселення.

## Населення
| 2010 |
| ---- |
| 6    |